# Уравнение Фаулера — Нордгейма
Уравнение Фаулера — Нордгейма (закон Фаулера — Нордгейма) описывает ток автоэлектронной эмиссии из металла в вакуум.
Вид уравнения:
{\displaystyle j=aE^{2}\exp {\frac {-b\varphi ^{3/2}}{E}},}
где {\displaystyle j} — плотность тока эмиссии, {\displaystyle E} — напряжённость электрического поля, {\displaystyle \varphi } — работа выхода, функции {\displaystyle a} и {\displaystyle b} зависят от геометрии и работы выхода. Это основная формула теории автоэлектронной эмиссии. Она выводится из рассмотрения туннельного эффекта при прохождении электрона через потенциальный барьер на границе металл-вакуум, на которую наложено перпендикулярное границе электрическое поле.
Уравнение названо по имени Ральфа Фаулера и Лотара Нордгейма, которые вывели его в 1928 г.
Помимо автоэлектронной эмиссии, данное уравнение используется для описания тока инжекции электронов из полупроводника через ультратонкий диэлектрический барьер треугольной формы в полевых транзисторах и структурах металл-окисел-полупроводник. В этом случае роль {\displaystyle \varphi } играет не работа выхода, а величина разрыва зон проводимости на границе полупроводника и диэлектрика.